# Проточне (Астраханська область)
Проточне (рос. Проточное) — село у Лиманському районі Астраханської області Російської Федерації.
Населення становить 598 осіб. Входить до складу муніципального утворення Робітниче селище Лиман.

## Історія
Населений пункт розташований на території українського етнічного та культурного краю Жовтий Клин. Від 1943 року належить до Лиманського району, у 1963-1965 роках — Ікрянинського району.
Згідно із законом від 6 серпня 2004 року органом місцевого самоврядування є Робітниче селище Лиман.

## Населення
| 2002 | 2010 | 2012 | 2013 | 2014 | 2015 | 2016 |
| ---- | ---- | ---- | ---- | ---- | ---- | ---- |
| 597  | ↗610 | ↘596 | ↗624 | ↗631 | ↘610 | ↗614 |
| 2017 |      |      |      |      |      |      |
| ↘598 |      |      |      |      |      |      |